# هواسونگ، گیونگ‌گی
شهر هواسونگ (به کره‌ای: 화성) (به انگلیسی: Hwaseong, Gyeonggi) با جمعیت ۲۸۸٫۷۱۸ نفر در استان گیونگ‌گی در کشور کره‌جنوبی واقع شده است.